# Виноградовское сельское поселение (Крым)
Виноградовское се́льское поселе́ние укр. Виноградівське сільське поселення, крымскотат. Виноградовское кой юрту, Боз Огълу Монтанай кой юрту) — муниципальное образование в составе Сакского района Республики Крым России.

## География
Поселение расположено на севере района, в степном Крыму. Граничит на севере с Раздольненским районом, на западе со Столбовским, на юге с Охотниковским и на востоке с Сизовским сельскими поселениями.
Площадь поселения 64,35 км².
Основная транспортная магистраль: автодорога 35Н-441 Новосёловское — Саки (по украинской классификации — автодорога С-0-11121).

## Население
| 2001 | 2014  | 2015 | 2016 | 2017 | 2018 | 2019 |
| ---- | ----- | ---- | ---- | ---- | ---- | ---- |
| 1285 | ↘908  | ↗910 | ↘894 | ↘886 | ↗904 | ↘893 |
| 2020 | 2021  |      |      |      |      |      |
| ↘891 | ↗1107 |      |      |      |      |      |

## Состав сельского поселения
В состав поселения входят 2 населённых пункта:
| № | Населённый пункт | Тип населённого пункта | Население на 2014 год |
| - | ---------------- | ---------------------- | --------------------- |
| 1 | Виноградово      | село, центр            | ↘881                  |
| 2 | Ветровка         | село                   | ↘27                   |

## История
В 1966 году был создан Виноградовский сельский совет. На 1968 год в составе Винограненского сельсовета числилось 3 села: Ветровка, Виноградово и Вольное, как и на 1977 год. Время установления варианта Виноградовский пока не установлено. Село Вольное ликвидировано к 1985 году, поскольку в списках ликвидированных после этой даты населённых пунктов не значится. С 12 февраля 1991 года сельсовет в восстановленной Крымской АССР, 26 февраля 1992 года переименованной в Автономную Республику Крым. С 21 марта 2014 года в составе Крыма аннексировано Россией. Законом «Об установлении границ муниципальных образований и статусе муниципальных образований в Республике Крым» от 4 июня 2014 года территория административной единицы была объявлена муниципальным образованием со статусом сельского поселения.